# Wo der Hund begraben liegt
Wo der Hund begraben liegt (tschechisch Kde je zakopán pes) ist ein autobiographischer Roman des tschechisch-österreichischen Schriftstellers Pavel Kohout.

## Inhalt
Der Roman schildert die Erlebnisse des Autors und seiner Frau Jelena Mašínová in der Tschechoslowakei zur Zeit der so genannten Normalisierung nach dem Prager Frühling bis zu ihrer Ausweisung im Jahr 1979. Die Handlung ist eingebettet in einen vom tschechischen Geheimdienst initiierten Kriminalfall, der Erpressung von Jelena Mašínová. Sie gipfelt dramaturgisch im titelgebenden Mordanschlag auf den Dackel des Ehepaares.
Zeithistorisch interessant ist die Schilderung der Entstehung der Charta 77. In diesem Zusammenhang ergeben sich eindringliche Beschreibungen des Alltages unter einer sozialistischen Diktatur und des Verfolgungsschicksals führender tschechischer Dissidenten wie Václav Havel, Pavel Landovský, Ivan Klíma, Ludvík Vaculík und Jan Patočka.